# カルコート語
カルコート語（カルコートご）はインド・ヨーロッパ語族インド・イラン語派ダルド語群シナー諸語に属する言語である。カルコーティとも呼ばれる。パキスタンカイバル・パクトゥンクワ州のカルコートのいくつかの村で話されている。